# Califfato di Cordova
Il Califfato di Cordova (arabo: خليفة قرطبة  Khilāfat Qurṭuba) governò sulla penisola iberica islamica (al-Andalus) e su alcune parti del Maghreb dalla città di Cordova, dal 929 al 1031. Questo periodo fu caratterizzato da importanti successi nei commerci e nella cultura: molti dei capolavori dell'Iberia islamica vennero realizzati in quel tempo e fra essi la Grande moschea di Cordova. Il titolo di Califfo (arabo: خليفة) fu rivendicato da Abd al-Rahman III il 16 gennaio 929; egli era noto, in precedenza, come Emiro di Cordova (arabo: أمير قرطبة). 
Tutti i califfi di Cordova erano membri della dinastia degli Omayyadi; la stessa dinastia aveva detenuto il titolo di Emiro di Cordova e governato sullo stesso territorio dal 751. Il governo del califfato è noto come l'apice della presenza araba nella penisola iberica anche se esso praticamente cessò nel 1010 con la guerra civile (fitna) che iniziò fra i discendenti dell'ultimo califfo legittimo Hisham II ed i successori del suo primo ministro (o hajib) al-Mansur Ibn Abī ‘Āmir. Il califfato era probabilmente anche esausto per i suoi eccessivi sforzi militari. In ogni caso esistette ufficialmente fino al 1031, quando si frantumò in numerosi staterelli indipendenti taifa.

## La dinastia omayyade
Abd al-Rahman ibn Mu'awiya divenne emiro di Cordova sei anni dopo che la sua dinastia, gli Omayyadi, aveva perso il rango di califfo (tenuto a Damasco) fino al 750. ʿAbd al-Raḥmān I venne perseguitato dagli Abbasidi per sei anni prima di arrivare nella Penisola iberica. Fermo nel proposito di riguadagnare il potere egli sconfisse il capo musulmano che comandava la regione e riunì vari piccoli stati in un emirato.
I governanti degli emirati erano soddisfatti del titolo di emiro o sultano fino al X secolo, quando ʿAbd al-Raḥmān III venne affrontato e minacciato di invasione dai Fatimidi, un impero islamico sciita rivale che risiedeva al Cairo. Aiutando gli emiri nella lotta contro i Fatimidi invasori che rivendicavano il califfato in opposizione al generalmente riconosciuto Califfo abbaside sunnita di Baghdad, ʿAbd al-Raḥmān III rivendicò il titolo di califfo per sé. Questa mossa gli consentì di guadagnare prestigio nei confronti degli altri emiri ed il titolo di califfo rimase anche dopo che i Fatimidi vennero respinti.
Dopo la battaglia di Melilla del 927, gli Omayyadi controllavano il triangolo formato da Algeria, Sigilmassa e l'Oceano Atlantico. Il potere del Califfo si estese verso nord e già dal 950 il Sacro Romano Impero iniziò a scambiare ambasciatori con Cordova. Alcuni anni prima, Ugo di Provenza aveva chiesto garanzie per le sue navi mercantili nel Mar Mediterraneo. Nel nord della penisola iberica, i piccoli regni cristiani come la Marca di Spagna, il Regno di Navarra e Aragona avevano grandi difficoltà a resistere al potere del califfato. Essi cercarono una tregua con il califfo cedendo dei territori in cambio della pace.
Nel 974 annesse alcuni territori della dinastia degli Idrisidi, la dinastia regnante nel Maghreb al-Aqsa (l'attuale Marocco).
Nel 985, i mori saccheggiarono Barcellona e nel 997 Santiago di Compostela.
L'ultimo Califfo di Cordova fu Hisham III ibn Muhammad (1027-1031). Alla sua morte nel 1031, i territori da lui controllati, che erano ormai siti principalmente nella Penisola iberica, si fratturarono in molti piccoli emirati indipendenti (taifa). Questi piccoli stati rimasero fino all'avvento della dinastia maghrebina berbera degli Almoravidi, che annetterono al loro impero (che aveva la capitale a Marrakech) la Spagna islamica.
Il califfato nella sua massima estensione era costituito da 8 province:
- Kambanya: Khorthoba (Cordoba)
- Albuscharat: Eschijan
- El Bira
- Begaya: Almeria
- Oshuna: Ossuna
- Sheduna: Sherish
- Malaka: Malaga
- Al Sharaf: Welba

## Economia
L'economia del califfato era basata su una notevole capacità imprenditoriale e commerciale, su un artigianato molto sviluppato e sulla più moderna agricoltura d'Europa. Esso basò la sua economia sulla propria moneta che ebbe un ruolo fondamentale sulle fiorenti attività finanziarie. La moneta d'oro di Cordova divenne la più importante del tempo e venne probabilmente imitata successivamente dall'impero Carolingio. 
Cordova, la capitale del Califfato, raggiunse una popolazione di 450.000 abitanti divenendo così la più popolosa città dell'Europa occidentale. Altre città importanti furono Toledo, Almería, Saragozza e Valencia.

## Cultura
Gli aspetti culturali furono molto fiorenti soprattutto sotto il governo del califfo Al-Hakam II ibn Abd al-Rahman. Egli fondò una biblioteca che conteneva circa 400.000 volumi. Il Califfo fu anche famoso per i suoi studi di filosofia, per la traduzione di libri dal greco antico alla lingua araba. Ibn Masarra, Ibn Tufayl, Averroè che tradusse le opere di Aristotele e la Storia dell'ebraismo, Mosè Maimonide (il cui lavoro aprì la strada alla riconciliazione di Tommaso d'Aquino fra l'antica filosofia aristotelica e la cristianità) e dove alcuni dei più famosi pensatori, erano conosciuti per le loro profonde conoscenze nel campo della medicina, matematica e astronomia.
Cordoba divenne anche un centro culturale e dell'alta società; i poeti cercavano mecenati nella sua corte, come Ibn Darrach al-Qastalli, che fu poeta di corte per Abd al-Rahman III, Al-Hakam II e Almanzor. Altri poeti, come Yusuf al-Ramadi, composero opere sulla natura e sull'amore. Muwashshah, una forma di poesia vernacolare andalusa che combinava l'arabo vernacolare con la lingua mozarabica, divenne più popolare in questo periodo. Gli scrittori iniziarono anche a comporre storie sulla dinastia Omayyadi di Al-Andalus, come la Storia dei governatori di al-Andalus di Ahmad al-Razi. Queste storie sono anche ricche di informazioni sulla terra e sul popolo; molte idee sulla storia di al-Andalus, incluse le storie sulla conquista musulmana del VIII secolo, iniziarono ad apparire in questo periodo.

## Elenco dei Califfi

### Emiri di Cordova della dinastia degli Omayyadi
- Abd al-Rahman ibn Mu'awiya, 756-788
- Hisham ibn Abd al-Rahman, 788-796
- Al-Hakam ibn Hisham, 796-822
- Abd al-Rahman II ibn al-Hakam, 822-852
- Muhammad I ibn Abd al-Rahman, 852-886
- Al-Mundhir ibn Muhammad I, 886-888
- Abd Allah ibn Muhammad, 888-912
- Abd al-Rahman III, 912-929

### Califfi di Cordova della dinastia degli Omayyadi
- Abd al-Rahman III, 929-961
- Al-Hakam II ibn Abd al-Rahman, 961-976
- Hisham II ibn al-Hakam, 976-1008
- Muhammad II ibn Hisham, 1008-1009
- Sulayman ibn al-Hakam, "al-Musta'in", 1009-1010
- Hisham II ibn al-Hakam, 1010-1012
- Sulayman ibn al-Hakam, "al-Musta'in", 1012-1016
- Abd al-Rahman IV ibn Muhammad, 1017

La dinastia degli Omayyadi si interruppe per mano della dinastia degli Hammudidi:
- ʿAlī ibn Ḥammūd (hammudide), 1016- 1018
- ʿAbd al-Raḥmān IV ibn Muḥammad, 1018
- al-Qāsim al-Ma’mūn (hammudide), 1018-1021
- Yaḥyà ibn ʿAlī (hammudide), 1021
- al-Qāsim al-Ma’mūn (hammudide), secondo califfato, 1021-1023

La dinastia omayyade ritorna al potere:
- ʿAbd al-Raḥmān V ibn Hishām, 1023-1024
- Muḥammad III ibn ʿAbd al-Raḥmān, 1024-1025
- Yaḥyà ibn ˁAlī (hammudide), secondo califfato, 1025-1026
- Hishām III ibn Muḥammad, 1027-1031